# Aeromys thomasi
Aeromys thomasi is een zoogdier uit de familie van de eekhoorns (Sciuridae). De wetenschappelijke naam van de soort werd voor het eerst geldig gepubliceerd door Hose in 1900.

## Verspreidingsgebied
De soort wordt aangetroffen in Brunei, Indonesië en Maleisië.